# Tarbek
Tarbek er en by og kommune i det nordlige Tyskland, beliggende i Amt Bornhöved i den nordlige del af Kreis Segeberg. Kreis Segeberg ligger i den sydøstlige del af delstaten Slesvig-Holsten.

## Geografi
Tarbek ligger omkring 22 km øst for Neumünster. Nordvest for Tarbek krydser motorvejen A21 og Bundesstraße B430. Fra 1911 til 1961 var Tarbek station på jernbanen mellem Kiel og Segeberg.